# 京料理

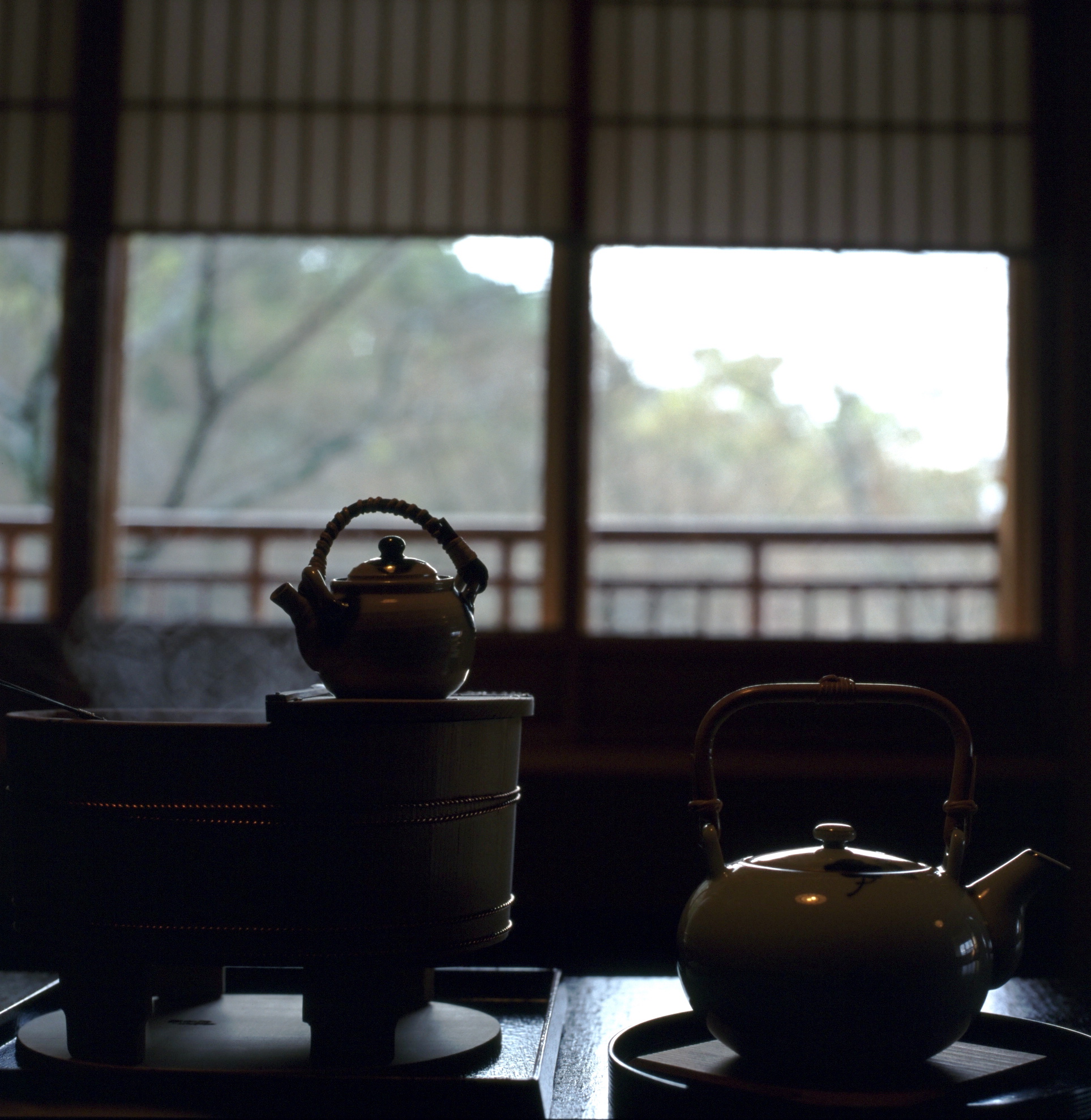
湯豆腐 - 大田蜀山人の『一話一言』にも登場する豆腐は京料理の代表的な食材のひとつである。

京料理（きょうりょうり）は、日本料理として供される料理におけるジャンルあるいはブランドとしての名称である。

## 概要
野菜や乾物、大豆加工食品を中心とした素材の味を活かす洗練された薄味料理で、味だけでなく、見た目や雰囲気を含めて五感で愉しむ料理であるといったようなイメージが一般に持たれている。京都は、地理的背景から大坂のような新鮮な海産資源に乏しかったこともあり、質素な素材を活かすための料理技術の発達が見られた。古くから都として栄えた京都は、大坂と共に日本の食の中心地として料理文化が発達した。中国料理をもとにした大饗料理に始まり精進料理、懐石料理を経て、西洋料理に出会うまでの日本の料理文化の中心地として京料理は様々な料理手法の特徴を取り入れ発展してきたものである。そのため、京料理が日本料理と同義と捉えられる場合もある。

## 定義
日本政府も京都府も「京料理」に明確な定義をつけることは一度も無いため、以下は専門家の意見をまとめる：
- 京都懐石料理店・瓢亭の店主である高橋英一は、「京料理は有職料理、精進料理、懐石料理、おばんざいが融合したもの」と定義している[6]。
- 同じく京料理店・梁山泊の店主である橋本憲一は、「日本料理の基本である懐石に京都の食材、特性、風土、気候を加味したもの」と定義している[7]。
- 村田吉弘は京料理を一郷土料理としつつ、そのうちわけを京都人が「おかず」と呼ぶ伝統的な料理、鴨ロースなど伝統の枠を超えた昭和的料理、フランス料理などの外国の手法に刺激を受けた料理の3つに分類している[8]。

## 京料理という名称
京都で培われた伝統の料理を「京料理」という名前で包括して表現するようになるのは明治時代以降であると考えられており、京都の特性が培った伝統と技術に対して、後付で付けられたものである。戦前までは大阪の料理とまとめて関西料理（あるいは上方料理）とするのが一般的で、ことさら京料理と強調することは少なかった。
京料理という名称の使用として確認できるものの一例としては、1917年（大正6年）に京都の料理人らによって発足した調理研究好友会が発行する機関誌の名称として残る『京料理の栞』や、1886年（明治19年）から開催され、2005年（平成17年）に100回を迎えた京料理展示大会などがある。

## 特徴
大田南畝は著書『一話一言』内の狂歌で、京の特徴として次のように記している。
「水、水菜、女、染物、みすや針、御寺、豆腐煮、鰻鱧、松茸」
これは、二代目市川團十郎が1742年（寛保2年）に著した『老いのたのしみ抄』から引用・改変したものであるが、同書の大坂や江戸のそれと比べた場合に食べ物の数が多く、古くから食品の名産地として知られていたことが窺える。また、曲亭馬琴の『羈旅漫録』や『堀河の水』などにあるように加茂川を流れる水と、その水を原料とした豆腐や水菜が京の名物として知られていた。日本を代表する料理人であった北大路魯山人は自著『魯山人芸術論集』にて京料理発展の背景について「京都は長らく天皇の皇居があったが、四周を山に囲まれ、料理の材料とすべき海産資源に乏しかった。こうした状況下においても、京の料理人は貴族、名門の口を潤す必要性があった。」と評しており、京料理の繊細で芸術的な料理の発展はこうした土地柄に由来したものであるとした。
一般的な郷土料理と比較した場合、京料理は下ごしらえから仕上げ、盛り付けに至るまでの所作が極端に多い。また、味と見栄えは表裏一体とされ、料理の見た目を重視する傾向がある。

## 京料理屋
日本において、「料理屋」が最初に出現したのは京都であるが、その年代や詳細な場所は特定できておらず、確認できるものとしては1403年（応永10年）ごろの東寺南大門近辺に登場した一服一銭がある。組立て式の簡易な店を構え、参内客に対して安価な茶を立飲みで振舞っていたが、これが人気を博して門前茶屋へと発展し、料理屋の原形となったと考えられている。江戸時代初期、八坂神社の鳥居内にあった中村屋、藤屋という茶屋が参拝客に茶を振舞っていたが、やがて軽い食事として豆腐を提供するようになり、豆腐茶屋と呼ばれた。こうした豆腐を提供する茶屋は祇園にその版図を広げて行き、祇園豆腐に代表されるような豆腐料理の多様化を見せた。
江戸時代中期に入ると現代のような、座敷に客を上げて料理を食べるという形式が誕生し、料理の種類も様々へと発展をみせた。1831年（天保2年）に出版された『商人買物独案内』には高瀬川や加茂川を中心として川魚料理、湯豆腐料理、即席料理、茶懐石などを振舞う多数の料理屋が紹介されている。一方で円山近辺の時宗の寺院を中心として精進料理を提供するような店も見え始めた。さらに、1927年（昭和2年）に開業した「浜作」を期に大阪生まれの板前割烹の文化が浸透し、京料理屋の提供スタイルにも大きく影響を与えた。

### 書籍
- 熊倉功夫『日本料理の歴史』吉川弘文館、2007年。ISBN 978-4-642-05645-8。
- 原田信男『和食と日本文化』小学館、2005年。ISBN 4-09-387609-6。
- 門上武司『京料理、おあがりやす』廣済堂出版、2001年。ISBN 4-331-50759-9。